# Vicente Calderón
Vicente Calderón Pérez-Cavada (pronunție în spaniolă [biˈθente kaldeˈɾon ˈpeɾeθ kaˈβaða]; 27 mai 1913  – 24 martie 1987) a fost un businessman spaniol și președinte al clubului Atlético Madrid pe o durată de 20 de ani.

## Palmares
Ca președinte al lui Atlético Madrid
- Cupa Intercontinentală (1):  1974
- La Liga (4): 1965–66, 1969–70, 1972–73, 1976–77
- Copa del Rey (4): 1965, 1972, 1976, 1985
- Cupa Campionilor Europeni: Finalist 1974